# Bruno Dubeux
Bruno Dubeux de Andrade (Bryan, 8 de fevereiro de 1981) é um ator e médico brasileiro (de família pernambucana) nascido nos Estados Unidos e naturalizado em Recife, Pernambuco.

## Biografia
Formado em Medicina pela Universidade Federal de Pernambuco com pós-graduação e título de especialista em nutrologia pela ABRAN. Fez parte do internato na Faculdade de Medicina da Universidade Harvard e da Universidade Emory  além de ser formado em Artes Cênicas pela UniverCidade, Rio de Janeiro. Bruno é membro da tradicional família pernambucana de ascendência francesa Burle Dubeux. Quando nasceu, seus pais eram universitários e estavam nos Estados Unidos. Deixou a sua cidade natal, Bryan, no Texas, com apenas 3 meses de idade, quando do retorno dos seus pais brasileiros à capital de Pernambuco, Recife, onde foi naturalizado e desde então possui dupla cidadania.

## Carreira

### Televisão
| Ano  | Título                        | Personagem        | Nota                          |
| ---- | ----------------------------- | ----------------- | ----------------------------- |
| 2025 | Guerreiros do Sol             | Policial          |                               |
| 2025 | Garota do Momento             | Giovanni          | Episódios: "2–3 de janeiro"   |
| 2022 | Mar do Sertão                 | Savinho           |                               |
| 2021 | Salve-se Quem Puder           | Luciano Fernandes |                               |
| 2018 | Orgulho e Paixão              | Adryan            |                               |
| 2018 | Deus Salve o Rei              | Eurípides         |                               |
| 2015 | Babilônia                     | João Gabriel      |                               |
| 2014 | Geração Brasil                | Breno             |                               |
| 2014 | Segredos Médicos              | Dr. Marco Navarro |                               |
| 2014 | Em Família                    | Dr. Camargo       |                               |
| 2014 | Amor à Vida                   | Samuel            | Episódios: "20-31 de janeiro" |
| 2012 | Malhação: Intensa como a Vida | Michel            |                               |
| 2011 | Alternativa Saúde             | Apresentador      |                               |

### Cinema
| Ano  | Título                  | Personagem    | Nota           |
| ---- | ----------------------- | ------------- | -------------- |
| 2017 | Antes Que Eu Me Esqueça | Juiz Carlos   |                |
| 2014 | #Garotas                | Ângelo        |                |
| 2013 | Para Sempre Nunca Mais  | Joaquim       |                |
| 2013 | O Passageiro            | Thiago        | Curta-metragem |
| 2012 | Estado de exceção       | Cristino      |                |
| 2012 | Indícios Dois           | Pedro         | Curta-metragem |
| 2010 | Rio Sex Comedy          | Joaquim Pavão |                |
| 2009 | Do Começo ao Fim        | —             | [ 19 ]         |

### Teatro
| Ano  | Título                    | Personagem     |
| ---- | ------------------------- | -------------- |
| 2021 | Amores Flácidos           | Aroldo         |
| 2017 | Doce Pássaro da Juventude | George Scudder |
| 2014 | Febril                    | Gania          |
| 2013 | Escravas do Amor          | —              |
| 2010 | Tempo de Solidão          | —              |